# Cotoneaster cambricus
Cotoneaster cambricus är en rosväxtart som beskrevs av Jeanette Fryer, B. Hylmö. Cotoneaster cambricus ingår i släktet oxbär, och familjen rosväxter. Inga underarter finns listade i Catalogue of Life.
Denna växt förekommer endemisk på halvön Great Orme i norra Wales. Artens taxonomiska status är omstridd. En studie från 2017 fick resultatet att Cotoneaster cambricus är en variant av rött oxbär (Cotoneaster integerrimus) som uppkom genom odling i trädgårdar. Växten är utformad som en buske med en höjd av upp till 1,5 meter. Den växer mellan kalkstensklippor.
Det ursprungliga beståndet skadades av kaniner, får och getter som äter växtens gröna delar. Flera exemplar plockades av samlare under den viktorianska tiden. Enligt en undersökning från 2010-talet finns endast 17 exemplar kvar. IUCN listar arten som akut hotad (CR).